# Jürg Gutknecht
Jürg Gutknecht (* 3. Januar 1949 in Bülach) ist ein Schweizer Informatiker. Er entwickelte zusammen mit Niklaus Wirth die Programmiersprache Oberon und das gleichnamige Betriebssystem und erweiterte die Oberon-Modula-Pascal-Sprachfamilie um Active Oberon und Zonnon.

## Leben
Jürg Gutknecht ist Professor am Departement Informatik der ETH Zürich. Als Vorsteher der Abteilung für Informatik führte er 1995 das erste Kreditsystem nach amerikanischem Muster ein. Von 2002 bis 2014 war er ordentlicher Professor und Vorsteher des Instituts für Computersysteme an der ETH.
Von 1967 bis 1970 arbeitete Gutknecht in der Echtzeitsystemprogrammierung bei Swissair. Von 1970 bis 1974 studierte er Mathematik an der ETH und war zugleich Werkstudent bei IBM. Im Jahre 1978 promovierte er mit einer Dissertation über differenzierbare Funktionenräume zum Dr. Sc. Math. Nach dreijähriger Tätigkeit als Mathematiklehrer an der Kantonsschule Heerbrugg trat er 1981 in die Forschungsgruppe Lilith/Modula von Professor Niklaus Wirth ein. Im Jahre 1985, nach einem Aufenthalt am Forschungslaboratorium Xerox PARC in Kalifornien, wurde er zum Assistenzprofessor an die ETH gewählt. Danach entwickelte er zusammen mit Wirth die Oberon-Programmiersprache und das gleichnamige Betriebssystem.
Jürg Gutknechts Forschungsschwerpunkt liegt im Gebiet der Programmiersprachen, Compiler und Laufzeitsysteme, speziell in den Bereichen Objektmodelle und Komponententechnologie. Hierzu gehören unter anderem die Programmiersprache Zonnon und die Laufzeitplattform Bluebottle.

## Veröffentlichungen
- Niklaus Wirth, Jürg Gutknecht: Project Oberon. Addison-Wesley, Reading 1993, ISBN 0-201-54428-8.